# Klonowate
Klonowate (Aceraceae Juss.) – rodzina roślin wyróżniana w niektórych (zwłaszcza dawniejszych) systemach klasyfikacyjnych w obrębie rzędu mydleńcowców (Sapindales). Zgodnie ze współczesną wiedzą wyodrębnienie zaliczanych tu dwóch rodzajów (klon Acer i Dipteronia) w randze rodziny, zmienia mydleńcowate w takson parafiletyczny. Dlatego w nowszych systemach rodzina klonowatych nie jest wyróżniana. 

## Systematyka
Nowsze systemy klasyfikacyjne roślin okrytonasiennych nie wyróżniają tej rodziny (np. APG I, APG II, APG III, APweb, system Reveala z 2007). Rodzina była umieszczona w systemie Takhtajana (1997), Cronquista (1981) i Dahlgrena (1989)). 
Rodzaje klon (Acer) i Dipteronia stanowią klad w obrębie podrodziny Hippocastanoideae Burnett (siostrzany dla rodzajów wyodrębnianych dawniej jako rodzina kasztanowcowatych Hippocastanaceae) wchodzącej w skład mydleńcowatych Sapindaceae.
Pozycja w systemie Reveala (1993–1999)
Gromada okrytonasienne (Magnoliophyta Cronquist), podgromada Magnoliophytina Frohne & U. Jensen ex Reveal, klasa Rosopsida Batsch, podklasa różowe (Rosidae Takht.), nadrząd Rutanae Takht., rząd mydleńcowce (Sapindales Dumort.), rodzina klonowate (Aceraceae Juss.).
Do rodziny zaliczano dwa rodzaje:
- rodzaj: Acer L. – klon
- rodzaj: Dipteronia Oliv.